# Michal ze Žerotína
Michal Josef ze Žerotína (německy Michael Joseph von Zierotin , † 1779) byl šlechtic z významného moravského rodu Žerotínů, majitel slezských panství Falkenberk (Niemodlin) a Tillowitz a později také majitel moravského panství Rožnov-Krásno.

## Život
Narodil se jako mladší ze synů Františka Ludvíka ze Žerotína a Luisy Karolíny ze Žerotína z velkolosinské linie rodu.
V letech 1731–1748 spolu se svým bratrem Františkem Josefem zdědil statky po otci, včetně slezského panství Niemodlin. Kvůli nezletilosti obou bratrů spravovala majetek až do roku 1743 jejich matka, za významné pomoci jejího bratra Jana Ludvíka z Velkých Losin.
V důsledku dělení provedeného v roce 1748 převzal Michael Josef část Niemodlinského panství Tulovice. Po smrti svého bratra v roce 1755, který nezanechal děti, se ujal také správy moravských pozemků, alodiálního panství Rožnov-Krásno, s centrem ve Valašském Meziříčí.
Také Michael zemřel jako bezdětný a svobodný v roce 1779. V závěti učinil dědicem svých moravských statků Ludvíka Antonína ze Žerotína z losinsko-vízmberské větve rodu, synovce své matky (syna Jana Ludvíka ze Žerotína). Slezské zboží Niemodlin a Tułowic připadl Janu Karlu Pražmovi z Bílkova, synovi Michaelovy sestry Mariany, a Janu Ferdinandu Pražmovi z Frýdku.